# 乌拉圭河畔康塞普西翁

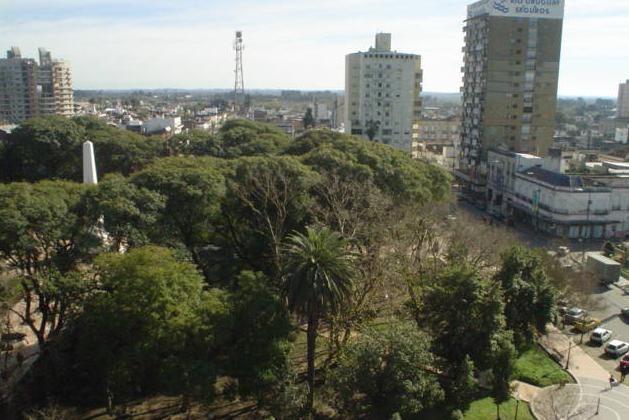
Concepcion del Uruguay plaza

乌拉圭河畔康塞普西翁(Concepción del Uruguay)阿根廷恩特雷里奥斯省(Entre Rios)東部城市。跨烏拉圭河，建於1783年。現為工商業中心，產凍肉、乳品、蘋果汁、耶爾巴茶(yerba mate, 馬黛茶)和麵粉，有鋸木廠和採石廠，與烏拉圭進行重要的貿易(糧食和牛肉)。港口可泊海輪，有公路、鐵路、水翼船和汽船通布宜諾斯艾利斯。